# Giuseppe Cristina
Giuseppe Cristina (fl. XIX secolo) è stato un politico italiano, assessore e sindaco di Padova.

## Biografia
Assessore municipale per le mense comuni, presidente della scuola di cavallerizza, nel 1871 fu alla guida della Città di Padova.